# Brandon (Dél-Dakota)
Brandon város az Amerikai Egyesült Államok Dél-Dakota államában, Minnehaha megyében. Lakosainak száma 11 048 fő (2020. április 1.). Brandon Dell Rapids településekkel határos.

## Népesség
A település népességének változása:

| 2010 | 8 785  |
| 2020 | 11 048 |